# FIA Sportscar Championship
FIA Sportscar Championship var ett europeiskt sportvagnsmästerskap som hölls mellan 1997 och 2003.

## Historik
Sedan sportvagns-VM kollapsat efter säsongen 1992 försvann i stort sett racing med sportvagnsprototyper från Europa. I USA däremot fortsatte tävlingarna i IMSA GT Championship med enklare, öppna bilar. 1997 introducerade John Mangoletsi International Sports Racing Series, en europeisk serie med öppna prototyper enligt IMSA:s modell. Bilarna tävlade i två klasser: SR1 med motorer på 6 liter och SR2 med motorer på 3 liter. De första åren dominerades den stora klassen av Riley & Scott och Ferrari 333 SP.
1999 sanktionerades serien officiellt av FIA och döptes om till Sports Racing World Cup. Under dessa år kördes även tävlingar utanför Europa, i Sydafrika och USA.
2001 togs serien över helt av FIA och döptes nu till FIA Sportscar Championship. FIA inledde ett samarbete med amerikanska Grand American Road Racing Association, vilket resulterade i gemensamma tävlingar och ett gemensamt regelverk. FIA Sportscar Championship fick hård konkurrens från American Le Mans Series, som startats 1999. 2003 övergav Grand American det gemensamma reglementet och efter denna sista säsong valde FIA att sanktionera Le Mans Series, som startade 2004, istället.

## Mästare
|      |             | SR1                               | SR2                               |
| ---- | ----------- | --------------------------------- | --------------------------------- |
| 1998 | Förare      | Emmanuel Collard Vincenzo Sospiri | Jean-Claude de Castelli           |
| 1998 | Stall       | JB Giesse Team Ferrari            | Waterair Sport                    |
| 1998 | Konstruktör | -                                 | -                                 |
| 1999 | Förare      | Emmanuel Collard Vincenzo Sospiri | Angelo Lancelotti                 |
| 1999 | Stall       | JB Giesse Team Ferrari            | Cauduro Tampolli Team             |
| 1999 | Konstruktör | -                                 | -                                 |
| 2000 | Förare      | Christian Pescatori David Terrien | Peter Owen Mark Smithson          |
| 2000 | Stall       | JMB Giesse Team Ferrari           | Redman Bright                     |
| 2000 | Konstruktör | -                                 | -                                 |
| 2001 | Förare      | Marco Zadra                       | Larry Oberto Thed Björk           |
| 2001 | Stall       | BMS Scuderia Italia               | SportsRacing Team Sweden          |
| 2001 | Konstruktör | Ferrari                           | Lola Cars International           |
| 2002 | Förare      | Jan Lammers Val Hillebrand        | Mirko Savoldi Piergiuseppe Peroni |
| 2002 | Stall       | Racing for Holland                | Lucchini Engineering              |
| 2002 | Konstruktör | Dome                              | Lucchini Engineering              |
| 2003 | Förare      | Jan Lammers John Bosch            | Mirko Savoldi Piergiuseppe Peroni |
| 2003 | Stall       | Racing for Holland                | Lucchini Engineering              |
| 2003 | Konstruktör | Dome                              | Lucchini Engineering              |